# Kolonia Janów
Kolonia Janów – kolonia w Polsce położona w województwie mazowieckim, w powiecie mińskim, we wschodniej części gminy wiejskiej Mińsk Mazowiecki.
Wieś wchodzi w skład sołectwa o nazwie Osiny i Kolonia Janów.
Niewielką wieś pomiędzy Anielewem, Osinami, Budami Janowskimi i Budami Barcząckimi o powierzchni łącznej ok. 202 ha zamieszkuje 233 mieszkańców (2022). 
Pierwsze informacje o istnieniu wsi pod nazwą "Kolonie Janowskie" można znaleźć na mapie z 1935 roku. Jeszcze wcześniej teren dzisiejszej wsi porastał las należący do właściciela majątku w Janowie - Lucjana Ceglińskiego (1873-1939). Najstarsi mieszkańcy miejscowości posiadają dokumenty zakupu lasu przez ich przodków z roku 1934.
W granicach administracyjnych Kolonii Janów przy ul. Wojska Polskiego mieści się siedziba 23. Bazy Lotnictwa Taktycznego.
Na terenie wsi znajdują się trzy ulice: Wojska Polskiego, Leśna i Słoneczna, przy których rozwija się budownictwo jednorodzinne. Tereny uprawne w większości zostały przeznaczone pod zabudowę mieszkaniową.
Przez teren wsi przebiega wodociąg gminny. W latach 2019–2023 cała miejscowość została zgazyfikowana. W roku 2020 zrealizowano budowę I etapu kanalizacji sanitarnej wzdłuż ul. Leśnej a w 2021 wzdłuż ul Słonecznej i Wojska Polskiego.  
Cała miejscowość posiada oświetlenie uliczne.
W latach 2016-20 wzdłuż ulicy Wojska Polskiego od ul. Leśnej w kierunku DK92 wybudowano chodnik dla pieszych na długości około 900 m.
Wierni Kościoła rzymskokatolickiego należą do parafii cywilno-wojskowej św. Michała Archanioła w Mińsku Mazowieckim. W roku 2014 społeczność lokalna wybudowała nową kapliczkę przydrożną (w miejscu poprzedniej z roku 1955).

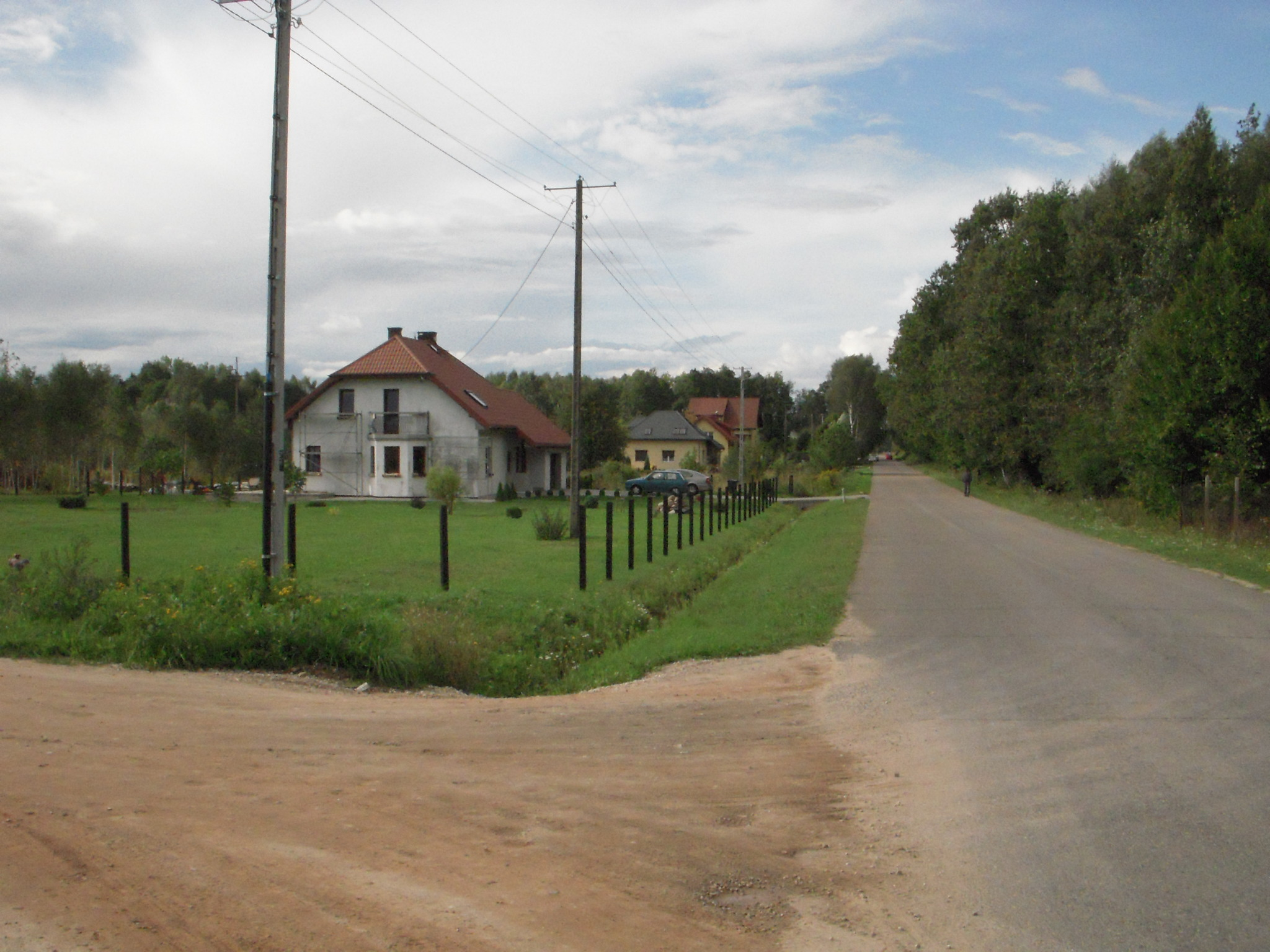
Ulica Wojska Polskiego (sierpień 2010)
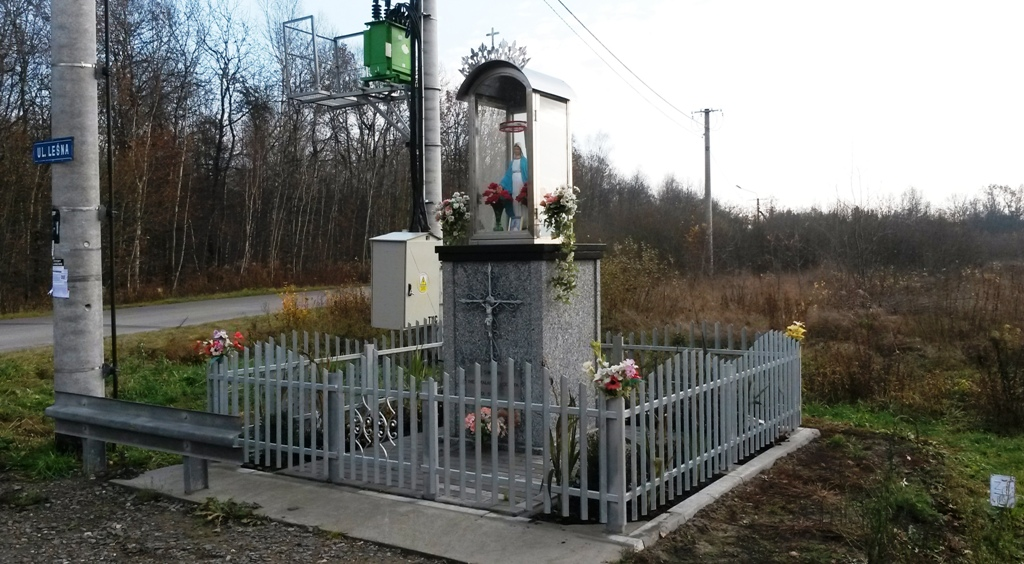
Kapliczka przy skrzyżowaniu z ul. Leśną (listopad 2014)
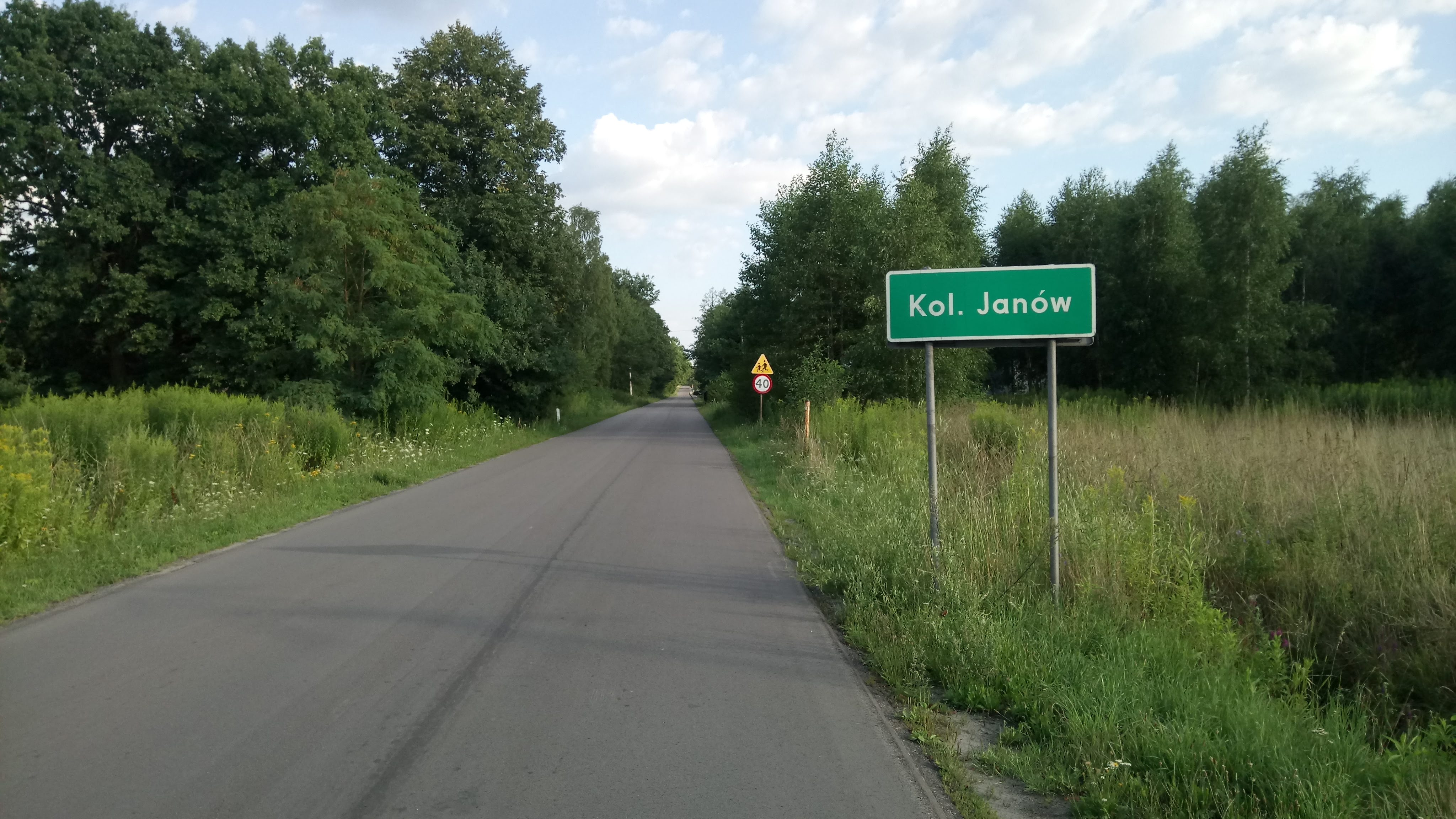
ul. Wojska Polskiego - wjazd od strony DK92
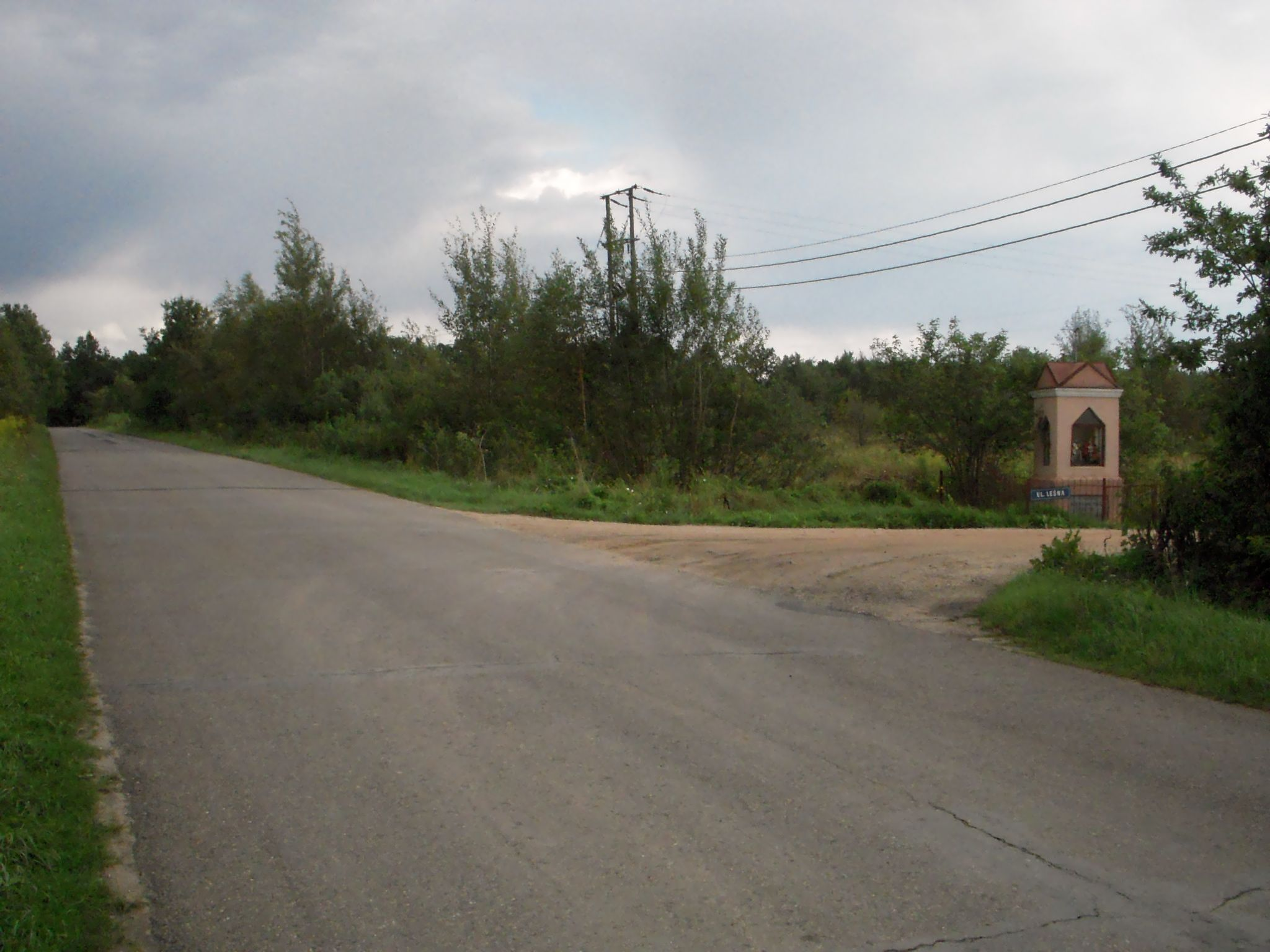
Poprzednia kapliczka przy ul. Leśnej